# Temósachi
Temósachi is een plaats in de Mexicaanse deelstaat Chihuahua. De plaats heeft 1756 inwoners (census 2005) en is de hoofdplaats van de gemeente Temósachi.
Temósachi werd gesticht in 1676 als jezuïetenmissie om de Pima en Tarahumara-indianen te bekeren. Temómsachi is vooral bekend omdat het de koudste plaats is van Mexico; wegens haar ligging in de Westelijke Sierra Madre (Sierra Tarahumara) zakt de temperatuur 's winters dikwijls onder de −10 graden Celsius, met een record van −21.